# Curtain Call
Cet article concerne le film de Peter Yates. Pour la compilation d'Eminem, voir Curtain Call: The Hits.
Pour plus de détails, voir Fiche technique et Distribution.
Curtain Call est un film américain réalisé par Peter Yates, sorti en 1998.

## Synopsis
Stevenson Lowe déménage à New York pour travailler dans la société d'édition qui appartient à sa famille depuis des générations. Il achète une maison dans laquelle il compte vivre seul, ce qui déçoit fortement sa petite amie Julia. Il va découvrir que cette maison est hantée par un couple d'anciens acteurs de théâtre des années 1920, qui se disputent souvent, mais qui vont le faire réfléchir sur ses relations amoureuses.

## Fiche technique
- Titre original : Curtain Call
- Titre américain : It All Came True
- Réalisation : Peter Yates
- Scénario : Todd Alcott
- Direction artistique : Rick Butler
- Décors : George DeTitta Jr.
- Costumes : William Ivey Long
- Photographie : Sven Nykvist
- Son : Michael Scott
- Montage : Hughes Winborne
- Musique : Richard Hartley
- Production exécutive : Lisa Bruce, Sidney Kimmel, Michele Newman, Robert Nickson
- Production : Andrew S. Karsch
- Société de production : Longfellow Pictures
- Société de distribution : Ardustry Home Entertainment
- Pays d'origine :  États-Unis
- Langue originale : anglais
- Format : couleur (Technicolor) — 35 mm — 1,85:1 (Panavision)
- Genre : Comédie romantique
- Durée : 94 minutes

## Distribution
- James Spader : Stevenson Lowe
- Polly Walker : Julia
- Michael Caine : Max Gale
- Maggie Smith : Lily Marlowe
- Buck Henry : Charles Van Allsburg
- Sam Shepard : Will Dodge
- Frank Whaley : Brett Conway
- Marcia Gay Harden : Michelle Tippet
- Frances Sternhagen : Amy
- Peter Maloney : Maurice
- Nicky Silver : Lee
- Phyllis Somerville : Gladys
- Julianne Nicholson : Sandra Hewson
- Susan Berman : Miriam
- Todd Alcott : Larry